# Columbia (Louisiana)
Columbia è un comune degli Stati Uniti d'America, situato nello Stato della Louisiana, in particolare nella parrocchia di Caldwell.